# Mi vida en tus manos
Mi vida en tus manos es una película española de drama romántico estrenada en 1943, dirigida por Antonio de Obregón y protagonizada en los papeles principales por Julio Peña, Guadalupe Muñoz Sampedro e Isabel de Pomés.
La película está basada en la novela corta "Le buste" del escritor francés Edmond About.

## Sinopsis
Una marquesa invita a un escultor a pasar unos días en su casa familiar con el fin de que le haga un busto. La sobrina de la marquesa, insatisfecha con los pretendientes que le han asignado su padre y su tía, se enamora del joven artista.

## Reparto
- Julio Peña como Daniel
- Guadalupe Muñoz Sampedro como Señora Michot
- Isabel de Pomés como Ernestina
- Juan Calvo como Lefebar
- Miguel del Castillo como Vizconde
- Manuel Kayser como	Marqués
- Nicolás D. Perchicot como Barón
- Fernando Aguirre como Perrochón
- Julia Pachelo como	Marcela
- Mercedes Segura como Cecilia
- Concha López Silva como Condesa
- María Dolores Pradera como	Juana
- Francisco Marimón como Conde
- Tomás Seseña como	Médico
- José Portes como Banquero Larambert